# Hapoël Tel Aviv
Le Hapoël Tel Aviv (en hébreu : הפועל תל אביב) est un club omnisports israélien basé à Tel Aviv.

## Sections sportives

### Basket-ball
La section basket-ball évolue en première division du championnat israélien.

### Football
- Hapoël Tel Aviv Football Club
- Hapoël Tel Aviv (football féminin)